# Остин, Кассандра
Касса́ндра Эли́забет О́стин (англ. Cassandra Elizabeth Austen, 9 января 1773 — 22 марта 1845) — английская акварелистка-любитель и старшая сестра
Джейн Остин.

## Детство

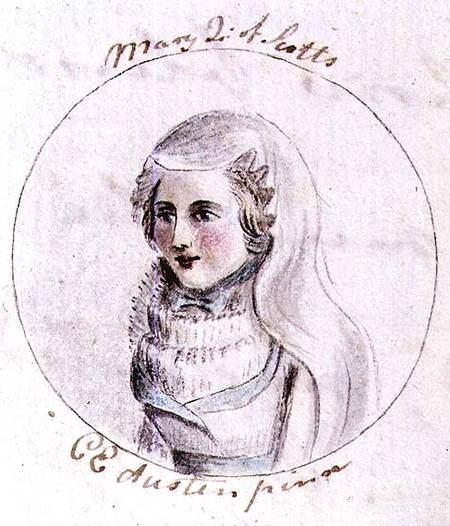
Портрет Марии Стюарт работы Кассандры, иллюстрирующий «Историю Англии» Джейн

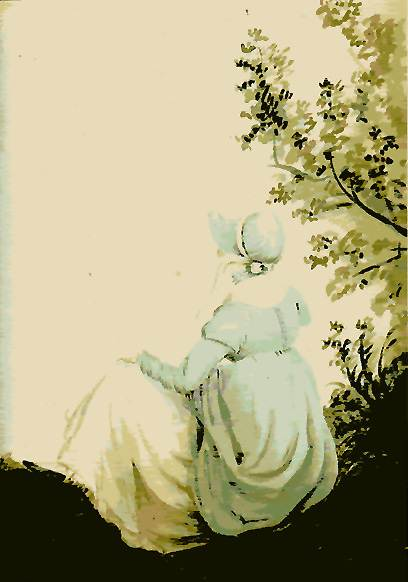
Портрет Джейн, написанный в 1804 году

Кассандра родилась в 1773 году в пасторском доме в Стивентоне, Хэмпшир. Её родителями были преподобный Джордж Остин (1731—1805), пастор, и его жена Кассандра, в девичестве Ли (1739—1827). Семья состояла из восьми детей, и, так как Кассандра и Джейн были единственными дочерьми, они поддерживали особенно близкие отношения в течение всей жизни. Сохранилось более ста писем Джейн Кассандре. Эти письма помогли историкам воссоздать детали жизни Джейн.
В 1783 году Кассандру и Джейн отправили для обучения к сестре их дяди миссис Коли. Миссис Коли жила сначала в Оксфорде, а затем — в Саутгемптоне, но, когда там разразилась эпидемия, сестёр вернули домой в Стивентон. С 1785 по 1786 они посещали пансион при Бенедиктинском аббатстве в Рединге в Беркшире. Джейн поначалу не хотели отпускать туда на учёбу, так как она была слишком юна, но, в конце концов, пустили вместе с Кассандрой. По словам их матери, «если бы Кассандре собирались отрубить голову, Джейн подставила бы и свою».

## Живопись
Кассандра и Джейн обучались также рисованию и игре на фортепиано. В 1791 году она нарисовала серию портретов британских монархов для иллюстрирования рукописи Джейн «История Англии», больше, однако, напоминавших членов семьи Остин, чем королевской. Кассандра Остин также написала два портрета своей сестры. На одном из них, написанном в 1804 году, Джейн запечатлена сзади, сидящей рядом с деревом.  Другой датируется 1810 годом и представляет собой незаконченный вид анфас. Член семьи Остин говорил, что он «страшно не похож» на настоящую Джейн. Сейчас этот набросок хранится в Национальной портретной галерее.

## Дальнейшая жизнь

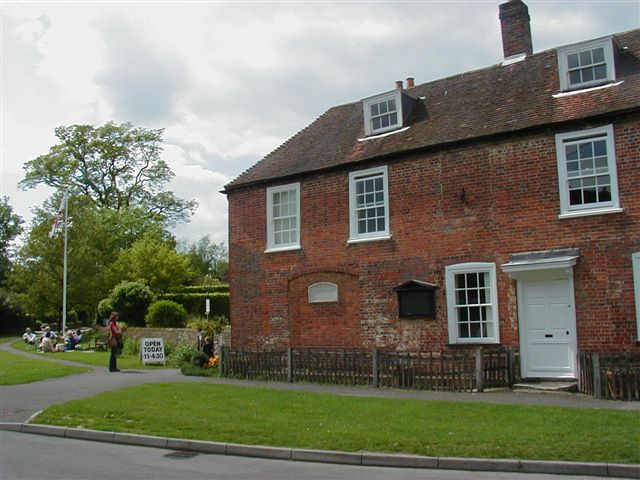
Дом в Чоутене

Джордж Остин был небогат и поддерживал свой доход, «набирая учеников и подготавливая их для обучения в Оксфорде». После учёбы в Оксфордском университете один бывший ученик, Томас Фоул, вернулся и обручился с Кассандрой. Для женитьбы нужны были деньги, поэтому Фоул отправился с военной экспедицией в Карибское море в качестве капеллана на корабле своего кузена генерала лорда Крейвена. Там в 1797 году он умер от жёлтой лихорадки. После него Кассандра унаследовала 1000 фунтов стерлингов, что дало ей некоторую финансовую независимость, но, как и её сестра, она так и не вышла замуж.
После смерти их отца в 1805 году Джейн, Кассандра и их мать переехали в Саутгемптон, где жили вместе с братом Фрэнком и его семьёй пять лет. В 1809 году они снова переехали в деревню Чоутен, где поселились в коттедже, принадлежавшем их брату Эдварду.
Предполагают, что после смерти Джейн в 1817 году, Кассандра уничтожила множество писем, написанных после 1795 года. Сама она жила в одиночестве до своей смерти 22 марта 1845 года в возрасте семидесяти двух лет. Она была похоронена в церкви Св. Николаса в Чоутене в Хэмпшире.